# Jovica Cvetković
Jovica Cvetković (serbisch-kyrillisch Јовица Цветковић; * 18. September 1959 in Belgrad, Volksrepublik Serbien, FVR Jugoslawien) ist ein ehemaliger jugoslawischer Handballspieler und heutiger -trainer. Der überwiegend im rechten Rückraum eingesetzte gebürtige Jugoslawe wurde mit seinem Heimatland Weltmeister. Zu seiner besten Zeit war er der gefährlichste Rückraumschütze in der jugoslawischen Staatsliga. In den 1980ern wurde er viermaliger Torschützenkönig dieser Liga sowie einmal in der 2. Handball-Bundesliga Nord. Zuletzt war er Trainer der serbischen Nationalmannschaft.

## Laufbahn

### Spieler
Cvetković spielte ab Ende der 1970er- bis in die zweite Hälfte der 1980er-Jahre für seinen Stammverein Roter Stern Belgrad in der jugoslawischen Liga. Lediglich für die Saison 1984/85 wechselte der Torjäger für eine Spielzeit zum damaligen Spitzenverein Metaloplastika Šabac. In der abgelaufenen Saison unterlag Šabac im Europapokalfinale gegen Dukla Prag erst im Siebenmeterwerfen. In der Saison danach sollte der Cupgewinn unbedingt gelingen. Dafür wurde der Kader für ein Jahr umbesetzt. Neben Cvetković kam auch Torhüter Dejan Lukić für eine Saison an die Save. Im Gegenzug wurden Miloš Karanović und Đorđije Rasić für ein Jahr verliehen. Der Plan ging glänzend auf. Im Europapokal der Landesmeister 1984/85 konnte Metaloplastika sämtliche Spiele gewinnen. In den Finalspielen wurde Atlético Madrid mit 19:12 und 30:20 regelrecht deklassiert. Zudem wurde Šabac souverän jugoslawischer Meister. Die beiden Titel blieben die einzigen mit Vereinsmannschaften seines Landes. Jedoch wurde er gleich viermal Torschützenkönig (1981/82–1983/84 und 1985/86). Insgesamt erzielte er in der Staatsliga 1729 Tore. 1987 wechselte Cvetković ins Ausland. Erste Station war TSV GWD Minden. Dort wurde er Torschützenkönig der 2. Bundesliga Nord. Nach einem Jahr erfolgte der Wechsel nach Spanien in die División de Honor, wo Cvetković für Elgorriaga Bidasoa, GD Teka Santander und Sociedad Conquense auflief. Dazwischen spielte er auch für Pallamano Conversano in Italien.
Jovica Cvetković nahm mit dem jugoslawischen Nationalteam an den Olympischen Sommerspielen in Moskau 1980 teil. Bei der Handball-Weltmeisterschaft 1986 gewann er mit seiner Mannschaft den Titel. Cvetković konnte als bester Torschütze der Jugoslawen seinen Teil dazu beitragen. Er bestritt bis zum 21. Mai 1988 98 Länderspiele und erzielte dabei 318 Tore.

### Trainer
Nach seiner aktiven Karriere wurde Cvetković Trainer. Über Roter Stern Belgrad führte ihn sein Weg für zwei Jahre nach Mazedonien zu Metalurg Skopje. Danach war er von 2006 bis 2009 Trainer der serbischen Nationalmannschaft. Im Juli 2010 übernahm er das Traineramt des rumänischen Vereins HCM Constanța, wurde dort jedoch im Oktober 2010 wieder entlassen und trainierte ab September 2011 die saudi-arabische Nationalmannschaft. Es folgten zwei kurze Engagements bei RK Železničar 1949. Zunächst wurde er im April 2012 verpflichtet, um die Mannschaft vor dem Abstieg zu bewahren, was auch gelang. Als der Saisonstart mit drei Niederlagen erneut schwach verlief, wurde der neue Trainer Nikola Marković entlassen und Cvetković erneut geholt. Doch auch er blieb nur bis Dezember. Von März 2013 bis 2015 trainierte er Borac Banja Luka, die unter seiner Leitung die bosnische Meisterschaft gewannen. Ab Oktober 2016 war er zum zweiten Mal Trainer der serbischen Nationalmannschaft. Nach der Europameisterschaft 2018 wurde er von seinen Aufgaben entbunden.

### Privates
Cvetković ist verheiratet mit Radmila Drljača, die ebenfalls jugoslawische Nationalspielerin war und 1980 bei den Olympischen Spielen in Moskau die Silbermedaille gewann. Das Paar hat zwei Kinder.